# Риштак

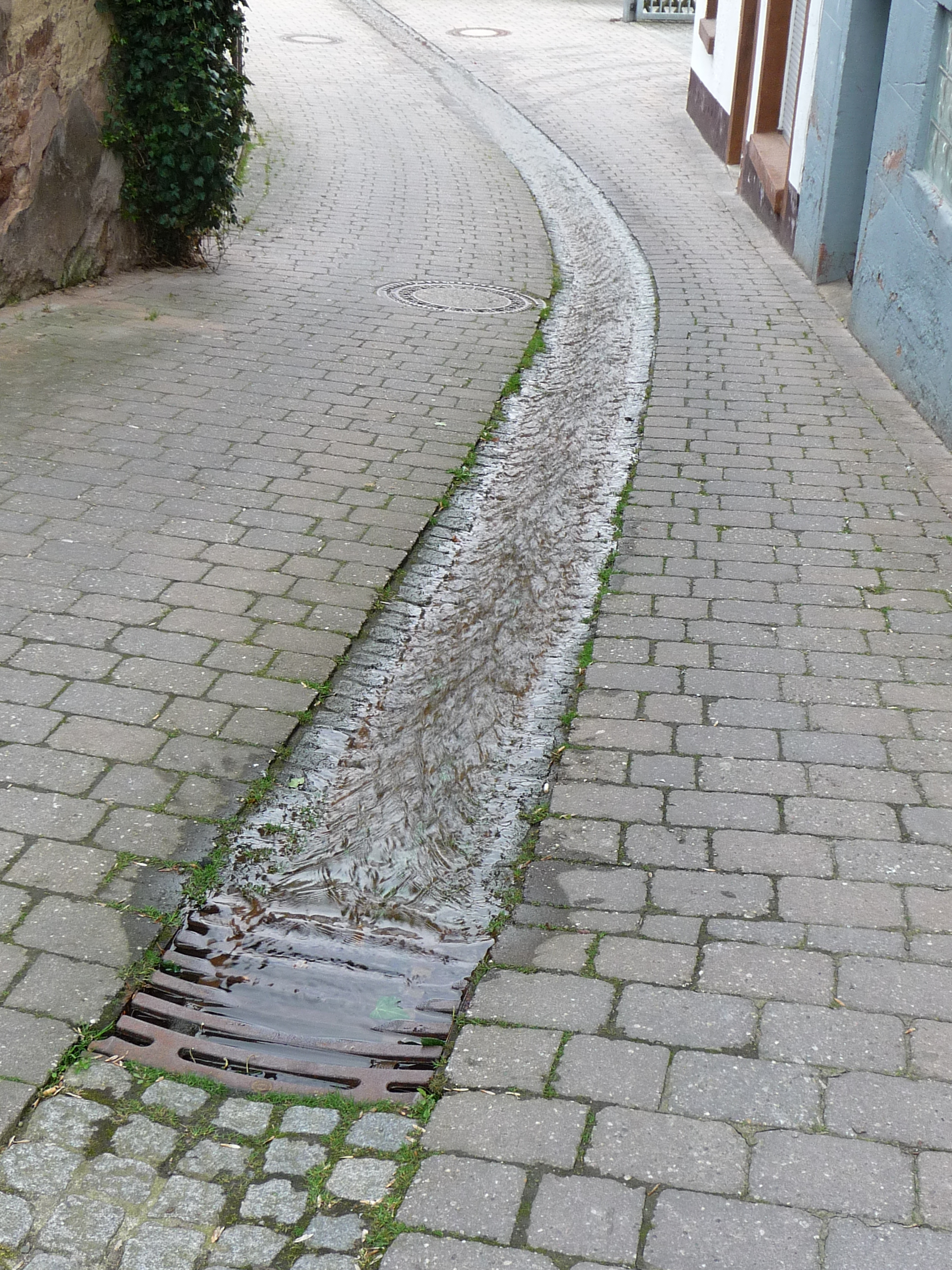
Кам'яний риштак в Оттерберзі

Риштак скребкового конвеєра

Ришта́к (нім. Rinnstock — «водостік», від Rinne — «жолоб, ринва» і Stock) — жолоб, канава для стікання води.

## Містобудування
У часи, коли ще не було міської каналізації, риштаки використовувалися для зливання нечистот (помиїв, вмісту нічних горщиків тощо). Міські стоки, протікаючи вздовж вулиць, були джерелом смороду й інфекційних захворювань. Узимку замерзлі стоки мусили вирубувати і відвозити за місто. Відповідали за догляд риштаків жителі близькорозташованих будинків і місцева влада.
Зараз риштаки зазвичай є складовою поверхневого водовідведення. Якщо дорога облаштована бортовим каменем, риштак може утворюватися в місці сходження дорожнього полотна і вертикальної грані тротуару, в іншому випадку профіль риштака виконується з бетону (також може використовуватися готовий бетонний канал, перекритий згори ґратами). Вуличні риштаки звичайні в районах з великою кількістю пішоходів. У сільській місцевості риштаки споруджують рідко, заміняючи їх простими канавами.
Риштаки також є складовою системи водовідведення на даху (ринви).

## Гірництво
У гірництві термін «риштак» уживається в трьох значеннях:
- Похилий дощаний настил для спускання вугілля, видобутого в забої[1].
- Секція поставу скребкового конвеєра з напрямними для ланцюга та скребків.
- Жолоб коритного профілю для транспортування води, пульпи або сипкої маси самопливом, а також сипкої маси під дією поздовжніх вібрацій (віброжолоб).

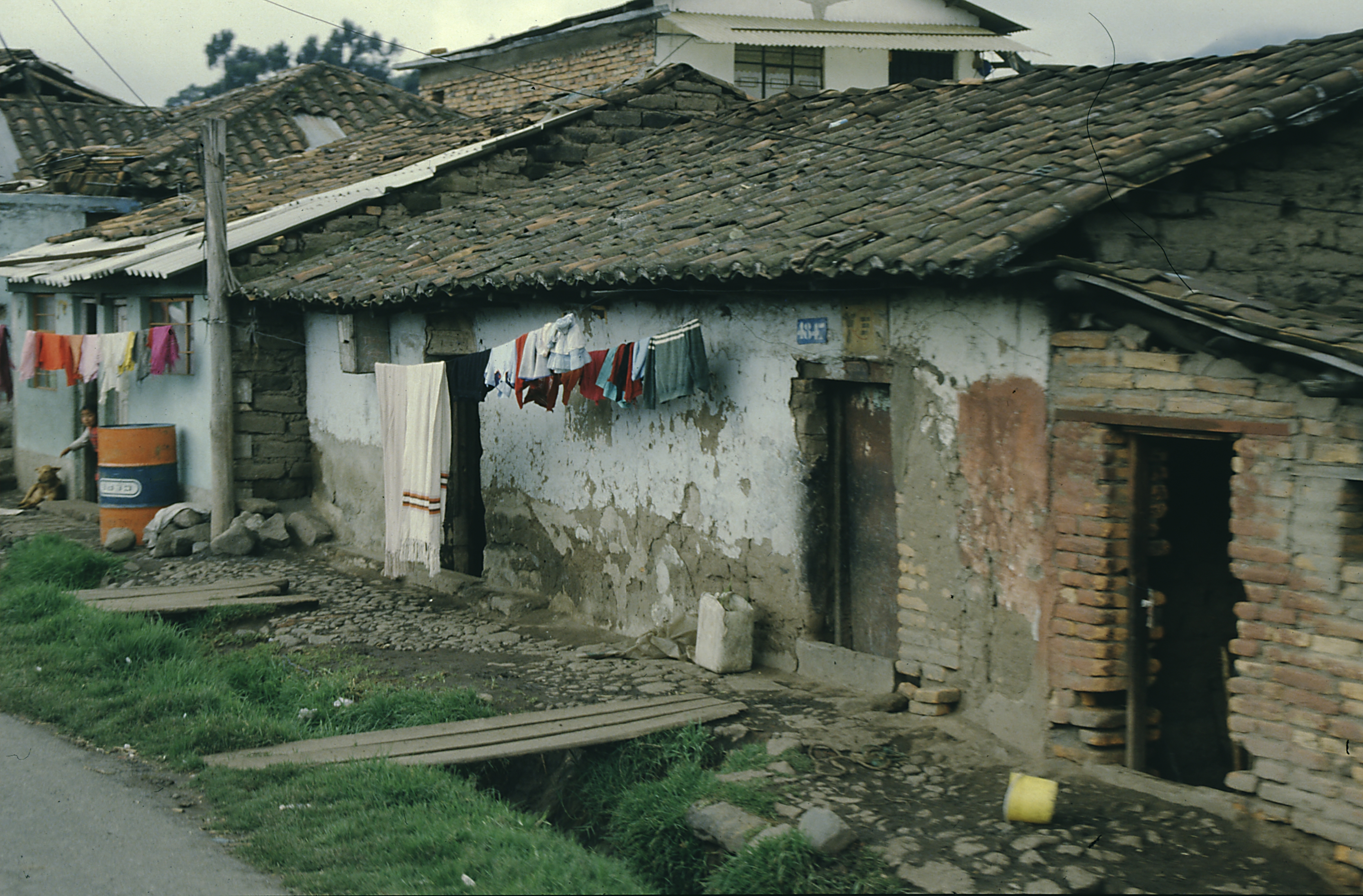
Ґрунтовий риштак у Тумбако, Еквадор